# کلاید (آرکانزاس)
کلاید (به انگلیسی: Clyde) یک منطقهٔ مسکونی در ایالات متحده آمریکا است که در شهرستان واشینگتن، آرکانزاس واقع شده‌است. کلاید ۴۰۳ متر بالاتر از سطح دریا واقع شده‌است.